# Alosterna tabacicolor
Alosterna tabacicolor là một loài bọ cánh cứng trong họ Cerambycidae.

## Hình ảnh

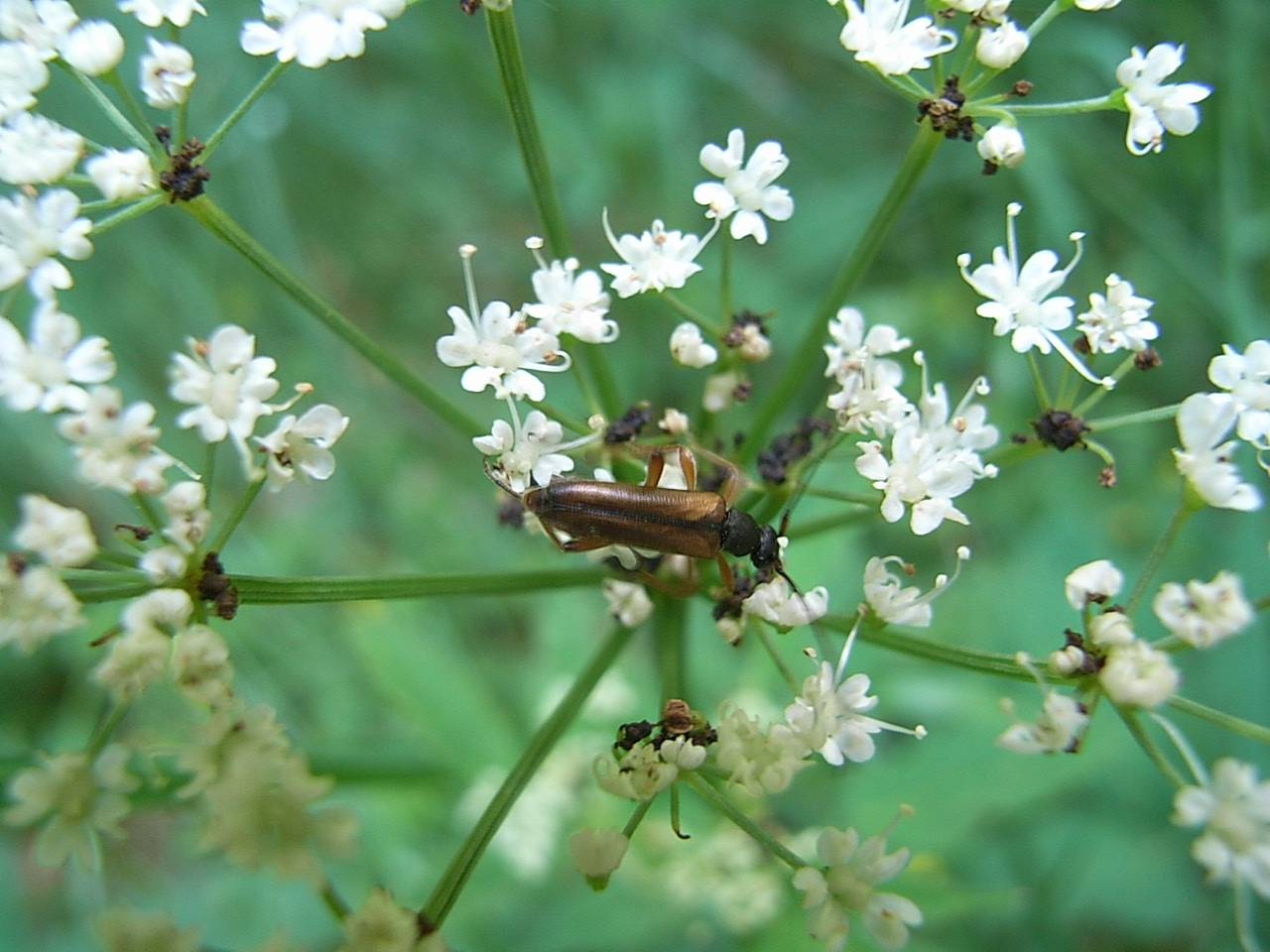
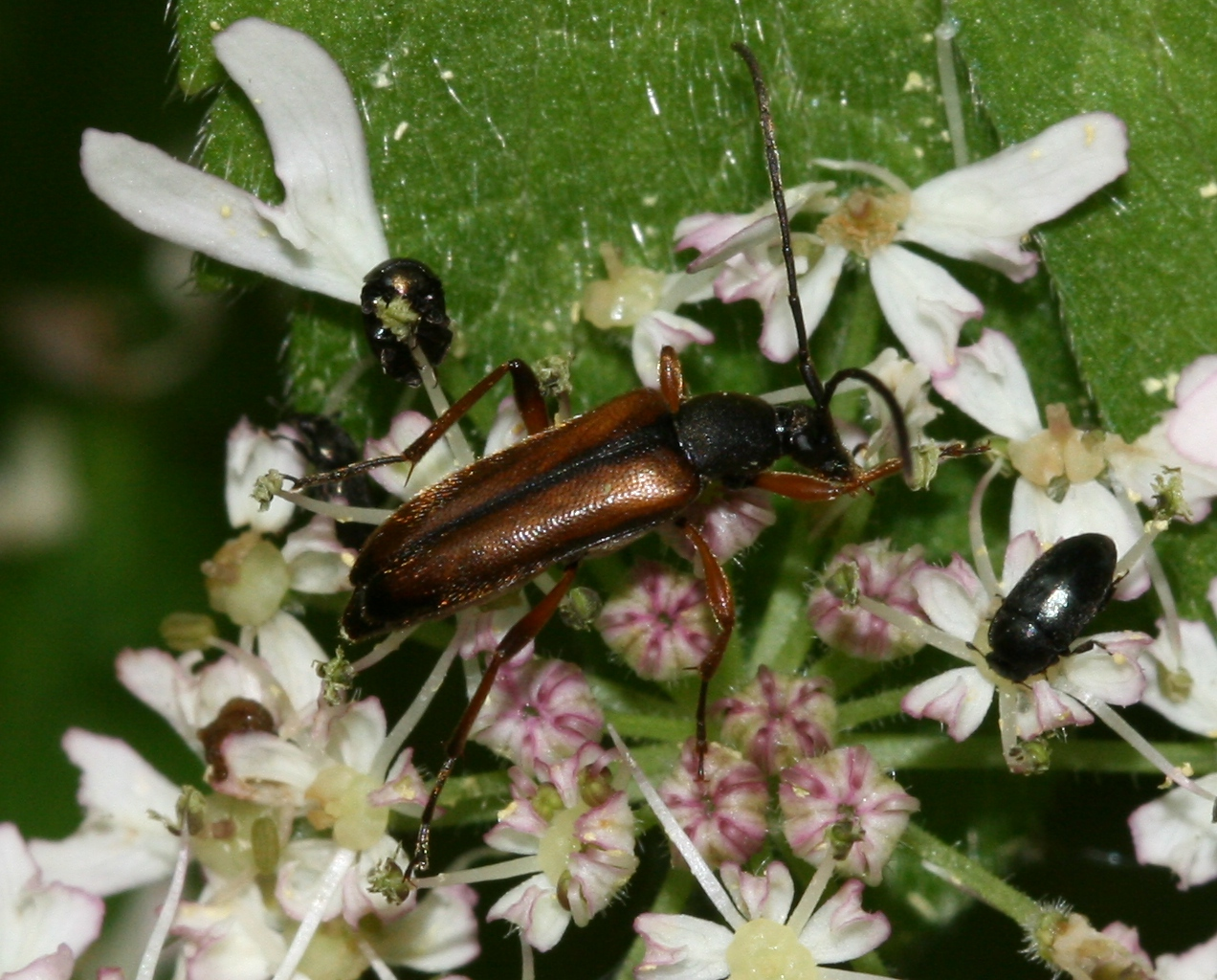
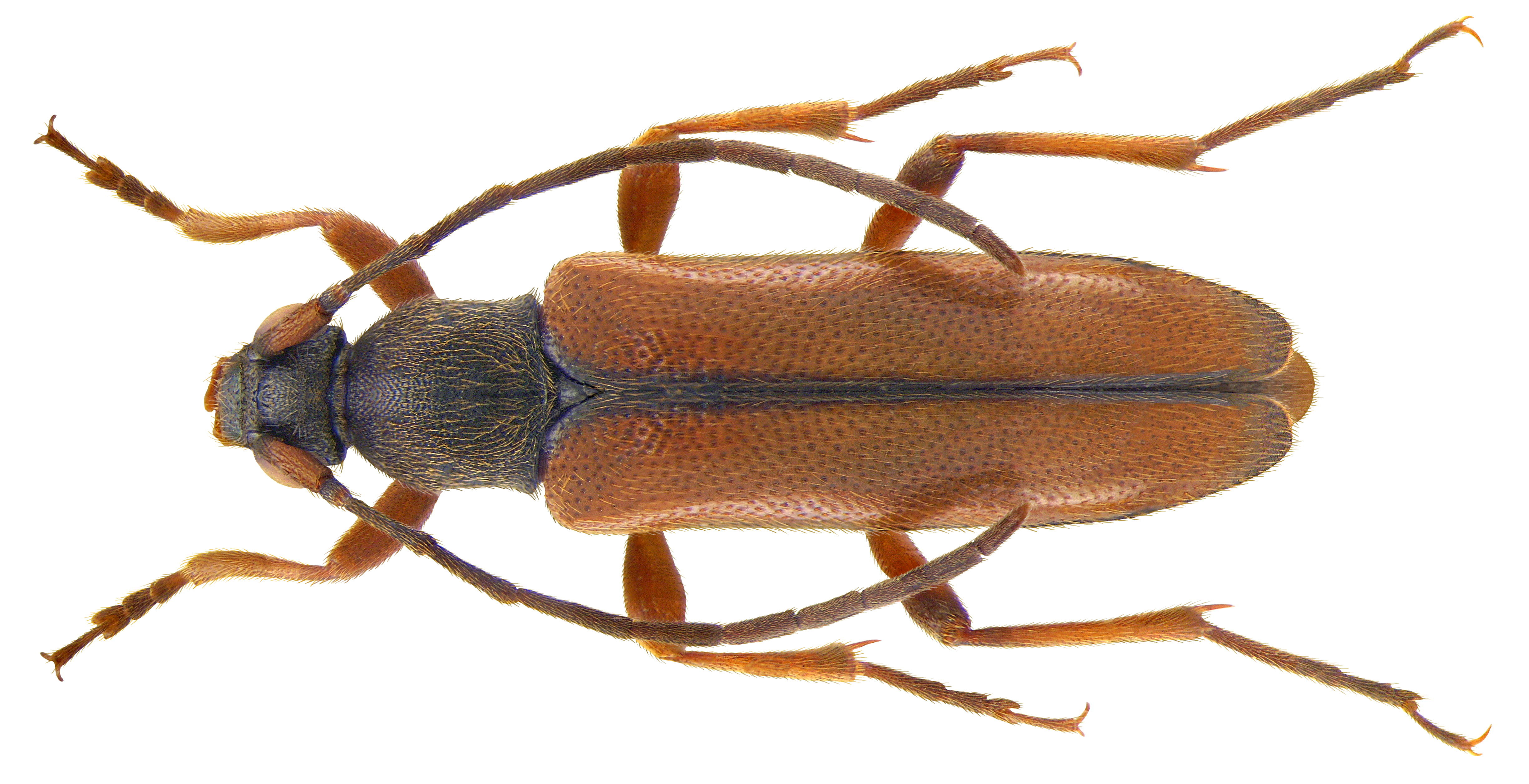
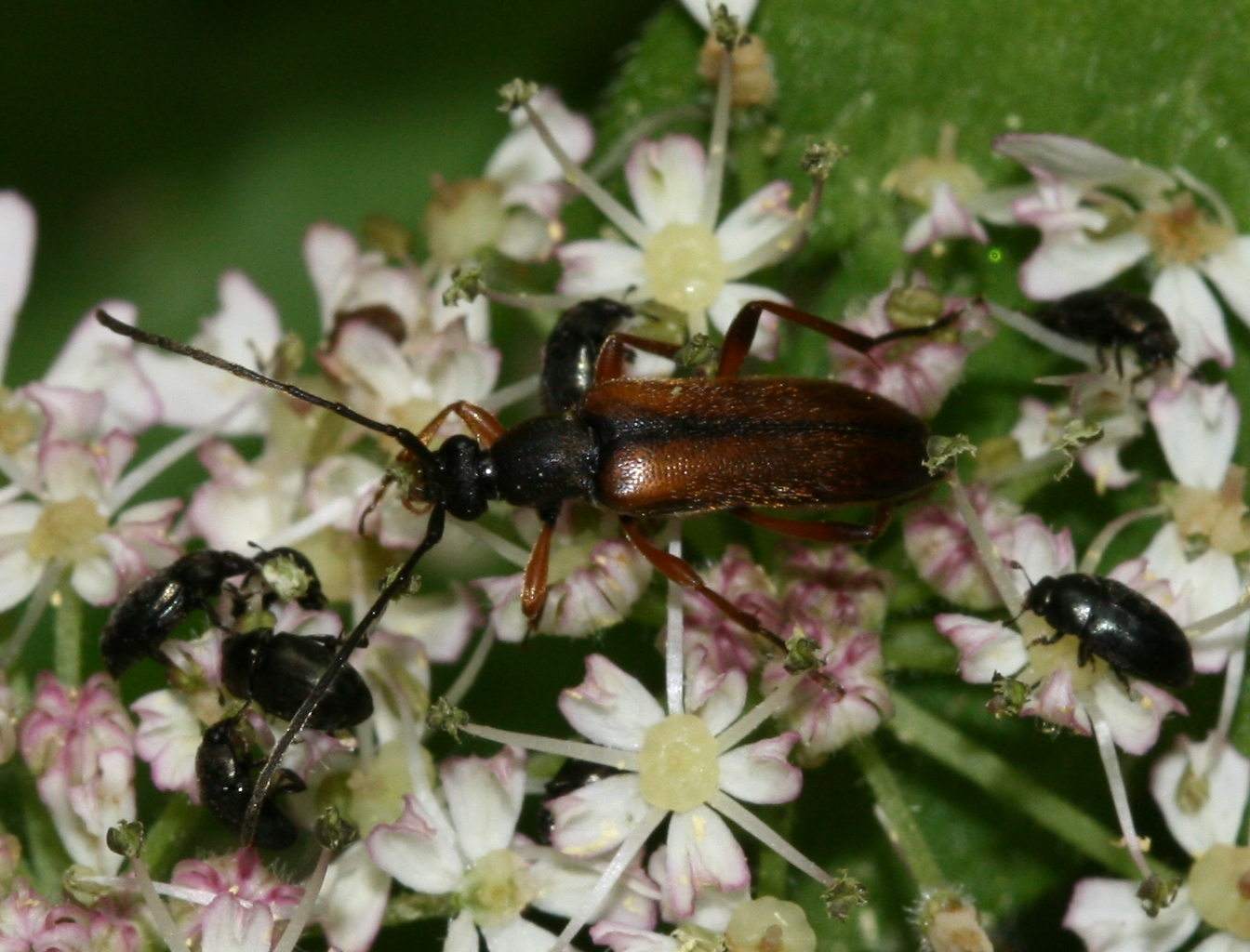